# 1-я ударная армия
1-я уда́рная а́рмия — оперативное общевойсковое формирование (объединение, ударная армия) РККА, в составе ВС СССР, в годы Великой Отечественной войны.
Периоды вхождения в действующую армию — с 25 ноября 1941 года по 21 января 1942 года и с 2 февраля 1942 года по 9 мая 1945 года.

## История формирования
1-я ударная армия срочно сформирована 25 ноября 1941 года (приказ Ставки ВГК от 15 ноября 1941 года) путём преобразования 19-й армии второго формирования в резерве Ставки ВГК, соединения и части которой находились в стадии формирования под Загорском (ныне Сергиев Посад) и располагались на направлении прорыва противника. В этот момент под Москвой создалась угрожающая обстановка — реальной была угроза охвата Москвы с севера, где немецко-фашистские войска выходили на линию канала Москва — Волга в районе Красная Поляна — Дмитров. Было решено бросить в бой только что сформированную 1-ю ударную армию. Части и соединения 1 УдА пешим ходом направились на фронт из районов формирования и, по мере подхода к линии фронта, сразу вступали в бой. Битва под Москвой (север) известна как битва на Перемиловской высоте. Уже 7 декабря 1941 года армией был освобождён город Яхрома.
В соответствии с положениями теории советского военного искусства 1930-х годов, ударная армия (УдА) должна представлять собой общевойсковое объединение РККА, в котором, по сравнению с обычной армией должно быть больше танков, орудий и миномётов. Поскольку предназначались подобные ударные армии для разгрома группировок противника на важнейших (главных) направлениях, они являлись усиленными общевойсковыми армиями. В их состав включались танковые, механизированные, кавалерийские корпуса.
Однако, вопреки представлениям теории, на практике на 29 ноября 1941 года в состав 1-й ударной армии входили всего 7 отдельных стрелковых бригад (в том числе, 29-я, 44-я, 47-я, 50-я, 55-я, 56-я и 71-я), 11 отдельных лыжных батальонов, артиллерийский полк и два легкобомбардировочных полка.
По воспоминаниям полковника Кузнецова, сына первого командующего 1-й ударной, тогда — генерал-лейтенанта Кузнецова, когда шло обсуждение кандидатуры командующего 1-й ударной армией, Василий Иванович «в списках претендентов на должность командарма 1-й ударной не значился». Василий Иванович лежал в это время в госпитале. Но Сталин вызвал Кузнецова в Ставку прямо из госпиталя и объявил ему о назначении командармом. «Ну что, вы довольны назначением?», — задал вопрос Сталин. «Доволен, только армия уж очень куцая — одни лыжные батальоны, лишь одна дивизия… И какой дурак корпуса отменил!» После Победы, когда войска под командованием Кузнецова взяли Рейхстаг и водрузили над ним Знамя Победы, Сталин неожиданно вернулся к этому разговору: «А помнишь, как ты меня дураком тогда назвал?..» Вопреки ожиданиям, никаких карательных мер не последовало. Напротив, Сталин выразил благодарность и за битву под Москвой, и за взятие Рейхстага, за что В. И. Кузнецов был удостоен звания Герой Советского Союза.

## Боевой путь
| Год  | Месяц    | Операция                                                         | Командующий войсками                | Начальник штаба                | Член военного совета                                                      | Фронт                                |
| ---- | -------- | ---------------------------------------------------------------- | ----------------------------------- | ------------------------------ | ------------------------------------------------------------------------- | ------------------------------------ |
| 1941 | ноябрь   | Формирование, Клинско-Солнечногорская оборонительная             | генерал-лейтенант Кузнецов В. И.    | генерал-майор Захватаев Н. Д.  | бригадный комиссар (с декабря 1942 года — генерал-майор) Колесников Д. Е. | Западный фронт (с 29.11.41)          |
| 1941 | декабрь  | Контрнаступление под Москвой и Демянская наступательная операция | генерал-лейтенант Кузнецов В. И.    | генерал-майор Захватаев Н. Д.  | бригадный комиссар (с декабря 1942 года — генерал-майор) Колесников Д. Е. | Западный фронт (с 29.11.41)          |
| 1942 | январь   | Контрнаступление под Москвой и Демянская наступательная операция | генерал-лейтенант Кузнецов В. И.    | генерал-майор Захватаев Н. Д.  | бригадный комиссар (с декабря 1942 года — генерал-майор) Колесников Д. Е. | Западный фронт (с 29.11.41)          |
| 1942 | февраль  | Контрнаступление под Москвой и Демянская наступательная операция | генерал-лейтенант Кузнецов В. И.    | генерал-майор Захватаев Н. Д.  | бригадный комиссар (с декабря 1942 года — генерал-майор) Колесников Д. Е. | Северо-Западный фронт (с 02.02.42)   |
| 1942 | март     | Контрнаступление под Москвой и Демянская наступательная операция | генерал-лейтенант Кузнецов В. И.    | генерал-майор Захватаев Н. Д.  | бригадный комиссар (с декабря 1942 года — генерал-майор) Колесников Д. Е. | Северо-Западный фронт (с 02.02.42)   |
| 1942 | апрель   | Контрнаступление под Москвой и Демянская наступательная операция | генерал-лейтенант Кузнецов В. И.    | генерал-майор Захватаев Н. Д.  | бригадный комиссар (с декабря 1942 года — генерал-майор) Колесников Д. Е. | Северо-Западный фронт (с 02.02.42)   |
| 1942 | май      | Контрнаступление под Москвой и Демянская наступательная операция | генерал-лейтенант Кузнецов В. И.    | генерал-майор Захватаев Н. Д.  | бригадный комиссар (с декабря 1942 года — генерал-майор) Колесников Д. Е. | Северо-Западный фронт (с 02.02.42)   |
| 1942 | июнь     |                                                                  | генерал-лейтенант Романовский В. З. | полковник Фурсин И. Я.         | бригадный комиссар (с декабря 1942 года — генерал-майор) Колесников Д. Е. | Северо-Западный фронт (с 02.02.42)   |
| 1942 | июль     |                                                                  | генерал-лейтенант Романовский В. З. | полковник Фурсин И. Я.         | бригадный комиссар (с декабря 1942 года — генерал-майор) Колесников Д. Е. | Северо-Западный фронт (с 02.02.42)   |
| 1942 | август   |                                                                  | генерал-лейтенант Романовский В. З. | полковник Фурсин И. Я.         | бригадный комиссар (с декабря 1942 года — генерал-майор) Колесников Д. Е. | Северо-Западный фронт (с 02.02.42)   |
| 1942 | сентябрь |                                                                  | генерал-лейтенант Романовский В. З. | полковник Фурсин И. Я.         | бригадный комиссар (с декабря 1942 года — генерал-майор) Колесников Д. Е. | Северо-Западный фронт (с 02.02.42)   |
| 1942 | октябрь  |                                                                  | генерал-лейтенант Романовский В. З. | полковник Лукьянченко Г. С.    | бригадный комиссар (с декабря 1942 года — генерал-майор) Колесников Д. Е. | Северо-Западный фронт (с 02.02.42)   |
| 1942 | ноябрь   |                                                                  | генерал-лейтенант Романовский В. З. | полковник Лукьянченко Г. С.    | бригадный комиссар (с декабря 1942 года — генерал-майор) Колесников Д. Е. | Северо-Западный фронт (с 02.02.42)   |
| 1942 | декабрь  |                                                                  | генерал-лейтенант Морозов В. И.     | полковник Лукьянченко Г. С.    | бригадный комиссар (с декабря 1942 года — генерал-майор) Колесников Д. Е. | Северо-Западный фронт (с 02.02.42)   |
| 1943 | январь   |                                                                  | генерал-лейтенант Морозов В. И.     | генерал-майор Корчиц В. В      | бригадный комиссар (с декабря 1942 года — генерал-майор) Колесников Д. Е. | Северо-Западный фронт (с 02.02.42)   |
| 1943 | февраль  | Демянская наступательная операция                                | генерал-лейтенант Морозов В. И.     | генерал-майор Корчиц В. В      | бригадный комиссар (с декабря 1942 года — генерал-майор) Колесников Д. Е. | Северо-Западный фронт (с 02.02.42)   |
| 1943 | март     | Старорусская операция                                            | генерал-лейтенант Коротков Г. П.    | генерал-майор Корчиц В. В      | бригадный комиссар (с декабря 1942 года — генерал-майор) Колесников Д. Е. | Северо-Западный фронт (с 02.02.42)   |
| 1943 | апрель   |                                                                  | генерал-лейтенант Коротков Г. П.    | генерал-майор Корчиц В. В      | бригадный комиссар (с декабря 1942 года — генерал-майор) Колесников Д. Е. | Северо-Западный фронт (с 02.02.42)   |
| 1943 | май      |                                                                  | генерал-лейтенант Коротков Г. П.    | генерал-майор Корчиц В. В      | бригадный комиссар (с декабря 1942 года — генерал-майор) Колесников Д. Е. | Северо-Западный фронт (с 02.02.42)   |
| 1943 | июнь     |                                                                  | генерал-лейтенант Коротков Г. П.    | генерал-майор Корчиц В. В      | бригадный комиссар (с декабря 1942 года — генерал-майор) Колесников Д. Е. | Северо-Западный фронт (с 02.02.42)   |
| 1943 | июль     |                                                                  | генерал-лейтенант Коротков Г. П.    | генерал-майор Корчиц В. В      | бригадный комиссар (с декабря 1942 года — генерал-майор) Колесников Д. Е. | Северо-Западный фронт (с 02.02.42)   |
| 1943 | август   |                                                                  | генерал-лейтенант Коротков Г. П.    | генерал-майор Корчиц В. В      | бригадный комиссар (с декабря 1942 года — генерал-майор) Колесников Д. Е. | Северо-Западный фронт (с 02.02.42)   |
| 1943 | сентябрь |                                                                  | генерал-лейтенант Коротков Г. П.    | генерал-майор Корчиц В. В      | бригадный комиссар (с декабря 1942 года — генерал-майор) Колесников Д. Е. | Северо-Западный фронт (с 02.02.42)   |
| 1943 | октябрь  |                                                                  | генерал-лейтенант Коротков Г. П.    | генерал-майор Корчиц В. В      | бригадный комиссар (с декабря 1942 года — генерал-майор) Колесников Д. Е. | Северо-Западный фронт (с 02.02.42)   |
| 1943 | ноябрь   |                                                                  | генерал-лейтенант Коротков Г. П.    | генерал-майор Корчиц В. В      | бригадный комиссар (с декабря 1942 года — генерал-майор) Колесников Д. Е. | Северо-Западный фронт (с 02.02.42)   |
| 1943 | декабрь  |                                                                  | генерал-лейтенант Коротков Г. П.    | генерал-майор Корчиц В. В      | бригадный комиссар (с декабря 1942 года — генерал-майор) Колесников Д. Е. | 2-й Прибалтийский фронт (с 20.11.43) |
| 1944 | январь   | Ленинградско-Новгородская наступательная операция                | генерал-лейтенант Коротков Г. П.    | генерал-майор Корчиц В. В      | бригадный комиссар (с декабря 1942 года — генерал-майор) Колесников Д. Е. | 2-й Прибалтийский фронт (с 20.11.43) |
| 1944 | февраль  | Ленинградско-Новгородская наступательная операция                | генерал-лейтенант Коротков Г. П.    | генерал-майор Корчиц В. В      | бригадный комиссар (с декабря 1942 года — генерал-майор) Колесников Д. Е. | Волховский фронт (с 02.02.44)        |
| 1944 | март     |                                                                  | генерал-лейтенант Коротков Г. П.    | генерал-майор Корчиц В. В      | бригадный комиссар (с декабря 1942 года — генерал-майор) Колесников Д. Е. | 2-й Прибалтийский фронт (с 16.02.44) |
| 1944 | апрель   |                                                                  | генерал-полковник Чибисов Н. Е.     | генерал-лейтенант Минюк Л. Ф.  | бригадный комиссар (с декабря 1942 года — генерал-майор) Колесников Д. Е. | 2-й Прибалтийский фронт (с 16.02.44) |
| 1944 | май      |                                                                  | генерал-полковник Чибисов Н. Е.     | генерал-лейтенант Минюк Л. Ф.  | бригадный комиссар (с декабря 1942 года — генерал-майор) Колесников Д. Е. | 2-й Прибалтийский фронт (с 16.02.44) |
| 1944 | июнь     |                                                                  | генерал-лейтенант Захватаев Н. Д.   | генерал-лейтенант Минюк Л. Ф.  | бригадный комиссар (с декабря 1942 года — генерал-майор) Колесников Д. Е. | 2-й Прибалтийский фронт (с 16.02.44) |
| 1944 | июль     | Псковско-Островская операция                                     | генерал-лейтенант Захватаев Н. Д.   | генерал-лейтенант Минюк Л. Ф.  | бригадный комиссар (с декабря 1942 года — генерал-майор) Колесников Д. Е. | 3-й Прибалтийский фронт (с 07.07.44) |
| 1944 | август   | Тартуская и Рижская наступательные операции                      | генерал-лейтенант Захватаев Н. Д.   | генерал-лейтенант Минюк Л. Ф.  | бригадный комиссар (с декабря 1942 года — генерал-майор) Колесников Д. Е. | 3-й Прибалтийский фронт (с 07.07.44) |
| 1944 | сентябрь | Тартуская и Рижская наступательные операции                      | генерал-лейтенант Захватаев Н. Д.   | генерал-лейтенант Минюк Л. Ф.  | бригадный комиссар (с декабря 1942 года — генерал-майор) Колесников Д. Е. | 3-й Прибалтийский фронт (с 07.07.44) |
| 1944 | октябрь  | Тартуская и Рижская наступательные операции                      | генерал-лейтенант Захватаев Н. Д.   | генерал-лейтенант Минюк Л. Ф.  | бригадный комиссар (с декабря 1942 года — генерал-майор) Колесников Д. Е. | 3-й Прибалтийский фронт (с 07.07.44) |
| 1944 | ноябрь   | блокада группировки противника на Курляндском полуострове        | генерал-лейтенант Захватаев Н. Д.   | генерал-майор Ничушкин В. Н.   | бригадный комиссар (с декабря 1942 года — генерал-майор) Колесников Д. Е. | 3-й Прибалтийский фронт (с 07.07.44) |
| 1944 | декабрь  | блокада группировки противника на Курляндском полуострове        | генерал-лейтенант Захватаев Н. Д.   | генерал-майор Ничушкин В. Н.   | бригадный комиссар (с декабря 1942 года — генерал-майор) Колесников Д. Е. | 3-й Прибалтийский фронт (с 07.07.44) |
| 1945 | январь   | блокада группировки противника на Курляндском полуострове        | генерал-лейтенант Захватаев Н. Д.   | генерал-майор Кондратьев А. К. | бригадный комиссар (с декабря 1942 года — генерал-майор) Колесников Д. Е. | 3-й Прибалтийский фронт (с 07.07.44) |
| 1945 | февраль  | блокада группировки противника на Курляндском полуострове        | генерал-лейтенант Захватаев Н. Д.   | генерал-майор Кондратьев А. К. | генерал-майор Гаршин В. П.                                                | 3-й Прибалтийский фронт (с 07.07.44) |
| 1945 | март     | блокада группировки противника на Курляндском полуострове        | генерал-лейтенант Разуваев В. Н.    | генерал-майор Кондратьев А. К. | генерал-майор Гаршин В. П.                                                | 3-й Прибалтийский фронт (с 07.07.44) |
| 1945 | апрель   | блокада группировки противника на Курляндском полуострове        | генерал-лейтенант Разуваев В. Н.    | генерал-майор Кондратьев А. К. | генерал-майор Гаршин В. П.                                                | Ленинградский фронт (с 01.04.45)     |
| 1945 | май      | блокада группировки противника на Курляндском полуострове        | генерал-лейтенант Разуваев В. Н.    | генерал-майор Кондратьев А. К. | генерал-майор Гаршин В. П.                                                | Ленинградский фронт (с 01.04.45)     |
| 1945 | июнь     |                                                                  | генерал-лейтенант Разуваев В. Н.    | генерал-майор Кондратьев А. К. | генерал-майор Гаршин В. П.                                                | Ленинградский фронт (с 01.04.45)     |
| 1945 | июль     |                                                                  | генерал-лейтенант Разуваев В. Н.    | генерал-майор Кондратьев А. К. | генерал-майор Гаршин В. П.                                                | Ленинградский фронт (с 01.04.45)     |
| 1945 | август   |                                                                  | генерал-лейтенант Разуваев В. Н.    | генерал-майор Кондратьев А. К. | генерал-майор Гаршин В. П.                                                | Ленинградский фронт (с 01.04.45)     |
| 1945 | сентябрь | Расформирование                                                  | генерал-лейтенант Разуваев В. Н.    | генерал-майор Кондратьев А. К. | генерал-майор Гаршин В. П.                                                | Ленинградский фронт (с 01.04.45)     |

## Командование

### Командующие армией
- генерал-лейтенант Кузнецов В. И. (ноябрь 1941 года — май 1942 года);
- генерал-лейтенант Романовский В. З. (май-ноябрь 1942 года);
- генерал-лейтенант Морозов В. И. (ноябрь 1942 года — февраль 1943 года);
- генерал-майор (с октября 1943 года — генерал-лейтенант) Коротков Г. П. (февраль 1943 года — апрель 1944 года);
- генерал-полковник Чибисов Н. Е. (апрель-май 1944 года);
- генерал-лейтенант Захватаев Н. Д. (май 1944 года — февраль 1945 года);
- генерал-лейтенант Разуваев В. Н. (февраль 1945 года — июль 1945 года);
- генерал-майор Викторов В. С. (июль — октябрь 1945 года, врид).

### Члены Военного совета
- бригадный комиссар Колесов Я. С. (с октября 1941 года — февраль 1942 года);
- бригадный комиссар (с декабря 1942 года — генерал-майор) Колесников, Дмитрий Емельянович (ноября 1941 года — февраль 1945 года);
- генерал-майор Гаршин, Василий Павлович (с февраля 1945 года до конца войны).

### Начальники штаба
- Захватаев, Никанор Дмитриевич (20.11.1941 — 22.05.1942), генерал-майор;
- полковник Фурсин, Иван Яковлевич (22.05.1942 — 04.09.1942), полковник;
- Лукьянченко, Григорий Сергеевич (04.09.1942 — 13.12.1942), полковник;
- Корчиц, Владислав Викентьевич (13.12.1942 — 30.04.1944), генерал-майор;
- Ничушкин, Василий Николаевич (29.04.1944 — 10.05.1944), полковник
- Минюк, Леонид Фёдорович (10.05.1944 — 10.10.1944), генерал-лейтенант;
- Ничушкин, Василий Николаевич (10.10.1944 — 22.11.1944), генерал-майор;
- Брагинский, Михаил Михайлович (22.11.1944 — 05.12.1944), полковник;
- Кондратьев А. К. (06.12.1944 — 09.05.1945), генерал-майор.

### Командующий ВВС армии
- полковник Нестерцев Виктор Ефимович (декабрь 1941 года — март 1942 года)

### Командующиe бронетанковыми и механизированными войсками
- подполковник, полковник с 22.05.1943 Пшеницкий, Иван Васильевич (22.03.1943),
- полковник, с 11.03.1944 генерал-майор т/в Бараусов, Сергей Сергеевич (на 09.1943)
- подполковник, с 02.08.1944 полковник Лукьянов, Александр Николаевич (23.07.1944 — 00.09.1944),
- полковник Овсянников, Александр Васильевич (00.08.1944 — 00.10.1945).

## Боевой состав армии
На 1 декабря 1941 года боевой состав армии включал:
- Стрелковые, воздушно-десантные войска и кавалерия:
  - 133-я стрелковая дивизия, 29-я, 44-я, 47-я, 50-я, 55-я, 56-я, 71-я, 84-я стрелковые бригады, 17-я кавалерийская дивизия, 1-й, 3-й, 4-й, 5-й, 6-й, 7-й, 8-й, 16-й, 18-й, 19-й, 20-й отдельные лыжные батальоны
- Корпусная и армейская артиллерия, артиллерия РВГК и войск ПВО страны:
  - 701-й пушечный артиллерийский полк РВГК, 3-й, 14-й, 38-й отдельные гвардейские миномётные дивизионы
- Автобронетанковые войска:
  - 123-й, 133-й отдельные танковые батальоны
  - 2-й отдельный автотранспортный батальон[5] (16.1.42-21.1.42; 02.2.42-18.5.42) 1-й ударной армии (Переименован в 94 оатб 18.05.42 г.)
- Военно-воздушные силы армии:
  - 711-й легкобомбардировочный авиационный полк;
- Инженерные войска:
  - 214-й отдельный сапёрный батальон.
  - 102-й дорожно-эксплуатационный батальон.

В последующем Военно-воздушные силы армии были увеличены до 6 полков.
На 1 мая 1945 года боевой состав армии включал:
Стрелковые войска:
- 1-й стрелковый корпус
  - 306-я стрелковая дивизия
  - 344-я стрелковая дивизия
  - 357-я стрелковая дивизия
- 8-й эстонский стрелковый корпус
  - 7-я эстонская стрелковая дивизия
  - 249-я эстонская стрелковая дивизия
- 119-й стрелковый корпус
  - 201-я стрелковая дивизия
  - 360-я стрелковая дивизия
  - 374-я стрелковая дивизия
- 123-й стрелковый корпус
  - 21-я гвардейская стрелковая дивизия
  - 376-я стрелковая дивизия

Части артиллерии:
- 6-я гвардейская артиллерийская дивизия прорыва
  - 29-я гвардейская пушечная артиллерийская бригада
  - 69-я легкая артиллерийская бригада
  - 134-я гаубичная артиллерийская бригада
  - 87-я тяжелая гаубичная артиллерийская бригада
  - 119-я гаубичная артиллерийская бригада большой мощности
  - 4-я миномётная бригада
  - 13-й отдельный гвардейский разведывательный артиллерийский дивизион
- 20-я артиллерийская дивизия прорыва
  - 34-я легкая артиллерийская бригада
  - 53-я пушечная артиллерийская бригада
  - 93-я тяжелая гаубичная артиллерийская бригада
  - 102-я гаубичная артиллерийская бригада большой мощности
  - 20-я миномётная бригада
  - 796-й отдельный разведывательный артиллерийский дивизион
- 27-я артиллерийская дивизия
  - 78-я легкая артиллерийская бригада
  - 76-я пушечная артиллерийская бригада
  - 74-я гаубичная артиллерийская бригада
  - 783-й отдельный разведывательный артиллерийский дивизион
- 5-я корпусная артиллерийская бригада
- 137-я пушечная артиллерийская бригада
- 6-я гвардейская истребительно-противотанковая бригада
- 1186-й истребительно-противотанковый полк
- 13-я миномётная бригада
- 31-я миномётная бригада
- 110-й миномётный полк
- 12-я гвардейская миномётная бригада реактивной артиллерии
- 14-я гвардейская миномётная бригада реактивной артиллерии
- 28-й гвардейский миномётный полк реактивной артиллерии
- 34-й гвардейский миномётный полк реактивной артиллерии
- 60-й гвардейский миномётный полк реактивной артиллерии
- 36-я зенитная артиллерийская дивизия
  - 1385-й зенитный артиллерийский полк
  - 1391-й зенитный артиллерийский полк
  - 1397-й зенитный артиллерийский полк
  - 1399-й зенитный артиллерийский полк
- 1473-й зенитный артиллерийский полк
- 1714-й зенитный артиллерийский полк
- 12-й отдельный зенитный артиллерийский дивизион

Бронетанковые и механизированные войска:
- 34-я гвардейчская тяжелая танковая бригада
- 15-й гвардейский танковый полк
- 32-й гвардейский танковый полк
- 221-й отдельный танковый полк
- 346-й гвардейский тяжелый самоходный артиллерийский полк
- 1047-й самоходный артиллерийский полк
- 1048-й самоходный артиллерийский полк
- 1102-й самоходный артиллерийский полк
- 1503-й самоходный артиллерийский полк

Инженерные войска:
- 49-я инженерно-сапёрная бригада
- 8-я мотоинженерная бригада

Войска связи:
- 103-й отдельный ордена Кутузова[7] полк связи[8]

## Операции и битвы
В составе Западного фронта (с 29 ноября) участвовала в Московской битве. 21 января 1942 года выведена в резерв Ставки ВГК, 2 февраля включена в Северо-Западный фронт. В его составе участвовала в первой (январь-май 1942 года) и второй (февраль 1943 года) Демянских наступательных операциях, а также в Старорусской наступательной операции. В составе 2-го Прибалтийского (с 20 ноября 1943 года), Волховского 2-го формирования (с 2 февраля 1944 года) и 2-го Прибалтийского (с 16 февраля) армия участвовала в Ленинградско-Новгородской стратегической наступательной операции. 7 июля переподчинена 3-му Прибалтийскому фронту и в его составе участвовала в Псковско-Островской, Тартуской и Рижской наступательных операциях. 16 октября в составе 2-го Прибалтийского фронта блокировала группировку противника на Курляндском полуострове.

## Освобождённые города
В ходе Великой Отечественной войны войсками 1-й ударной армии были освобождены города:
- Яхрома — 7 декабря 1941 года
- Солнечногорск — 12 декабря 1941 года (совместно с войсками 20-й армии)
- Клин — 15 декабря 1941 года (совместно с войсками 30-й армии)
- Старая Русса — 18 февраля 1944 года
- Дно — 24 февраля 1944 года (совместно с войсками 54-й армии)
- Новоржев — 29 февраля 1944 года (совместно с войсками 22-й армии)
- Остров — 21 июля 1944 года (совместно с войсками 67-й армии)
- Антсла — 13 августа 1944 года
- Валга — 19 сентября 1944 года
- Валка — 19 сентября 1944 года
- Валмиера — 24 сентября 1944 года
- Стренчи — 24 сентября 1944 года
- Рига — 15 октября 1944 года (совместно с войсками 67-й, 61-й, 10-й гвардейской армии)
- Ригас Юрмала (ныне Юрмала) — 17 октября 1944 года
- Слока, ныне часть Юрмалы — 17 октября 1944 года
- Кемери, ныне часть Юрмалы — 18 октября 1944 года
- Сабиле — 9 мая 1945 года
- Кандава — 9 мая 1945 года

## Расформирование
1 апреля 1945 года переподчинена Ленинградскому фронту. Боевой путь она завершила участием в блокаде Курляндской группировки немецких войск и в её капитуляции. В июле 1945 года армия передана в Прибалтийский военный округ (управление в г. Лиепая). В сентябре 1945 года управление армии, 1-й и 119-й стрелковые корпуса убыли в Туркестанский военный округ (там управление армии обращено на доукомплектование штаба округа), а 123-й стрелковый корпус передали в Приволжский военный округ. В октябре 1945 года 1-я ударная армия расформирована.

## Память
- В честь 1-й ударной армии названы улицы в городах Старая Русса и Сергиев Посад.
- В память о павшим в боях за освобождение Лотошинского района от фашистских захватчиков воинов 1-й ударной армии 6 мая 2010 года у деревни Борки была произведена закладка камня будущего строительства мемориального комплекса[11].

## Газета
В годы Великой Отечественной войны выходила газета «На разгром врага». Редактора: подполковник Ведерник Павел Арсентьевич (1907-?) и подполковник Корольков Юрий (Георгий) Михайлович (1906—1981)